# Пірдарані
Пірдара́ні — гірська вершина у східній частині Великого Кавказу. Знаходиться на півночі Азербайджану.